# Plebej
Plebej neboli plebejec (lat. plebeius z plebs, lid, měšťané) byl římský měšťan, který neměl předky mezi starou rodovou šlechtou (patricii čili optimáty). Nepatřil tak do žádného z rodů (gens) a nemohl se oženit s patricijskou dcerou. Jeho předkové mohli být buď propuštění klienti, patřit mezi původní porobené obyvatelstvo nebo se v rané době římské republiky přistěhovali z území okolních kmenů do Říma. Takové osoby byly svobodnými obyvateli města, ale dlouho neměly účast na samosprávě obce, která byla v rukou tradičních rodů. Byly od nich vyžadovány zejména vojenské povinnosti. Záhy ovšem nabyli významného hospodářského postavení (zemědělství, řemeslo, částečně i obchod) a ve střetech s patriciji usilovali o zrovnoprávnění.

## Boj plebejů o zrovnoprávnění s patriciji
Mezi plebeji a patriciji trval od 6. do 3. stol. př. n. l. vnitřní boj. Plebejové usilovali o stejná práva jako měli patricijové. Spory vyvrcholily patnáct let po založení římské republiky, v roce 494 př. n. l., kdy plebejové za „první secese“ opustili Řím na protest proti svévoli patricijů (vyhrožovali, že založí nové vlastní město), a vrátili se do města teprve když patricijové souhlasili se vznikem úřadu, jemuž přislíbili „nedotknutelnost“ (sacrosanctitas), tedy právo nikoli na zákonnou, nýbrž náboženskou ochranu před jakýmkoli fyzickým útokem. Tak vznikl tribunát – úřad tribuna lidu (latinsky tribunus plebis), který ochraňoval zájmy plebejů v římském politickém orgánu a jehož úkolem byla ochrana plebejů proti přehmatům patricijských úředníků a před útiskem plebejů obecně.
V roce 449 př. n. l. bylo kodifikováno právo a ve stejném roce byly poprvé sepsány římské zákony, tzv. Zákony dvanácti desek. Od roku 445 př. n. l. bylo na základě Canuleiova zákona plebejům dovoleno manželství s patricijskými dcerami. Roku 444 př. n. l. vznikla funkce vojenských tribunů s konzulskou mocí, do níž mohli být voleni jak plebejové tak i patricijové, což zmírnilo napětí mezi plebeji a patriciji. V roce 367 př. n. l. získali plebejové přístup do římského senátu. Největšího úspěchu dosáhli plebejové za tribunů Lucia Sextia a Gaia Licinia (366 př. n. l.): od té doby mohli plebejové zastávat i konzulský úřad. V roce 300 př. n. l. si plebejové vynutili přístup do kněžských kolegií.
Plné rovnoprávnosti, totiž podílu na vládě, spravování úřadů v republice ap., dosáhli roku 287 př. n. l. zákonem Hortensiovým; tím byla nastolena křehká rovnováha mezi oběma skupinami obyvatel. Za konzulů Marka Valeria a Quinta Apuleia (300 př. n. l.) plebejové dosáhli Ogulniovým zákonem toho, že mohli zastávat kněžské hodnosti. Některé sakrální funkce, např. úřad krále – obětníka (rex sacrorum), však byly nadále vyhrazeny výlučně patricijům, a to do roku 44 př. n. l.

## V jazyce
Plebs (lat. lid) znamená v hovorové češtině chátru, spodinu, obyvatelstvo nižší kategorie.